# Femslash
Femslash (também conhecido como "f/f slash", "femmeslash", "altfic" e "saffic") é um subgênero da fanfic slash que se concentra nas relações românticas e/ou sexuais, entre as personagens femininas de ficção. Normalmente, as personagens de femslash são heterossexuais no universo canon; no entanto, fanfics sobre personagens lésbicas, mesmo elas sendo canônicas ou sem relacionamentos, é comumente rotuladas como femslash por conveniência. O termo é geralmente aplicado apenas para trabalhos de fãs com base nos fandoms ocidentais; o mais equivalentes mais próximos de anime/mangá são mais frequentemente chamado de yuri e shojo-ai fanfiction. "Saffic" é uma junção de Safo do termo amor safo e ficção. "Altfic" como um termo para fanfiction sobre as relações de amor entre as mulheres foi popularizado pelos fãs de Xena .
A partir de 2006, femslash está desfrutando de popularidade crescente e é uma "forma dominante" de slash, em alguns fandoms.
Há menos femslash que slash baseados em casais do sexo masculino; por exemplo, no fandom de Senhor dos Anéis, existe apenas um pequeno número de histórias femslash escritas sobre o emparelhamento Arwen/Éowyn, em comparação com slash entre os personagens do sexo masculino. Tem sido sugerido que autoras  heterossexuais de slash geralmente não escrevem femslash, e que é raro encontrar em fandons, duas personagens femininas com bom relacionamento. Janeway/Sete é o principal femslash de Star Trek, porque apenas elas têm "uma relação repleta de profunda conexão emocional e conflito". Embora seja discutível se fanfiction sobre lésbicas canônicas, tais como Willow e Tara de Buffy the Vampire Slayer conta como "slash", já que a sua relação na história e mais tímida do que as heterossexuais, o que atrai os escritores de Willow/Tara para preencher as lacunas em relação a história conhecida. É relativamente recente, que autores começaram a escrever femslash, e esta entrada de homens no femslash ocorreu dentro do Buffy femslash. A autoria do femslash é predominantemente do sexo feminino.
O programa de televisão The L Word, abriu um site denominado FanLib.com onde os fãs poderiam enviar uma femme slash fanfic. A história vencedora foi incorporada a uma cena do terceiro episódio.
Em séries de TV mais recentes, como  Rizzoli & Isles, Warehouse 13, Orange Is the New Black e Once Upon a Time, os emparelhamentos slashs e partes do fandoms são mais significativos, principalmente em fóruns on-line.